# Đỗ Văn An
Đỗ Văn An (1932-1972), nguyên là một sĩ quan Bộ binh cao cấp của Quân lực Việt Nam Cộng hòa. Ông xuất thân từ những khóa đầu ở trường Sĩ quan Trừ bị được Chính phủ Quốc gia với sự hỗ trợ của Quân đội Pháp mở ra ở Nam phần Việt Nam, nhằm mục đích đào tạo sĩ quan người Việt để phục vụ cho Quân đội Quốc gia Việt Nam. Trong thời gian tại ngũ, ông đã tuần tự giữ từ chức vụ Trung đội trưởng cho đến Chỉ huy cấp Trung đoàn Bộ binh. Năm 1972, khi đang là Đại tá chỉ huy một Trung đoàn Bộ binh, ông tử trận, được truy thăng cấp bậc Chuẩn tướng.

## Tiểu sử & Binh nghiệp
Ông sinh ngày 5 tháng 3 năm 1932 trong một gia đình trung nông tại làng Cẩm Bối, huyện Thanh Liêm, tỉnh Hà Nam, miền Bắc Việt Nam. Năm 1952, ông tốt nghiệp Trung học chương trình Pháp tại Nam Định với văn bằng Tú tài bán phần (Part I).

### Quân đội Quốc gia Việt Nam
Tháng 11 năm 1953, thi hành lệnh động viên, ông nhập ngũ vào Quân đội Quốc gia, mang số quân 52/302.347. Theo học khóa 4 Cương Quyết tại trường Sĩ quan Trừ bị Thủ Đức, khai giảng ngày 1 tháng 12 năm 1953. Ngày 1 tháng 6 năm 1954 mãn khóa tốt nghiệp với cấp bậc Thiếu úy. Ra trường, được điều đi phục vụ trong Tiểu đoàn Khinh binh Việt Nam với chức vụ Trung đội trưởng.

### Quân đội Việt Nam Cộng hòa
Đầu tháng 6 năm 1956, sau một thời gian chuyển sang phục vụ Quân đội Việt Nam Cộng hòa hình thành do sự cải danh từ Quân đội Quốc gia, ông được thăng cấp Trung úy và được giữ chức vụ Đại đội trưởng. Đến đầu năm 1958, ông được cử đi tu nghiệp khóa Đại đội trưởng tại trường Võ bị Lục quân Fort Benning, Columbus, Tiểu bang Georgia, Hoa kỳ. Đầu năm 1962, ông tiếp tục được cử đi tu nghiệp khóa 2 đào tạo cấp Tiểu đoàn trưởng tại Trường Đại học Quân sự.
Đầu tháng 11 năm 1963, sau cuộc đảo chính Tổng thống Ngô Đình Diệm (1 tháng 11). Ngày 3 tháng 11 ông được thăng cấp Đại úy giữ chức vụ Tiểu đoàn trưởng Tiểu đoàn 1 thuộc Trung đoàn 10 của Sư đoàn 7 Bộ binh. Ngày Quân lực 19 tháng 6 năm 1965, ông được thăng cấp Thiếu tá tại nhiệm và được cử làm Trung đoàn phó Trung đoàn 11 cũng thuộc Sư đoàn 7 Bộ binh.
Thời gian ông làm Tiểu đoàn trưởng Tiểu đoàn 1/10 và Chỉ huy phó Trung đoàn 11, trải qua các vị Tư lệnh Sư đoàn: Đại tá Phạm Văn Đổng, Thiếu tướng Lâm Văn Phát, Chuẩn tướng Bùi Hữu Nhơn, Đại tá Huỳnh Văn Tồn và Chuẩn tướng Nguyễn Viết Thanh
Đầu năm 1968, ông được thăng cấp Trung tá và được cử giữ chức Trưởng phòng 3 kiêm Chỉ huy trưởng Trung tâm Hành quân trong Bộ tư lệnh Sư đoàn 7 Bộ binh. Tháng 10 năm 1969, ông được bổ nhiệm làm Trung đoàn trưởng Trung đoàn 10. Tháng 2 năm 1970, ông được đặc cách thăng cấp Đại tá tại nhiệm.
Trong thời gian ông làm Trưởng phòng 3, rồi chỉ huy Trung đoàn 10, lần lượt qua 2 vị Tư lệnh Sư đoàn là Chuẩn tướng Nguyễn Thanh Hoàng và Chuẩn tướng Nguyễn Khoa Nam

## Tử trận
Ngày 16 tháng 6 năm 1972, ông tử trận khi đang bay trên trực thăng để quan sát chiến trường tại Kiến Tường, do trực thăng bị trúng hỏa tiễn tầm nhiệt SA.7 của đối phương. Hưởng dương 40 tuổi.
Cùng ngày ông được truy thăng cấp bậc Chuẩn tướng và truy tặng đệ tứ đẳng Bảo quốc Huân chương kèm theo Anh dũng Bội tinh với nhành dương liễu.
Tang lễ được cử hành trọng thể theo lễ nghi quân cách của một tướng lĩnh. Thi hài ông được an táng tại Nghĩa trang Đô thành Mạc Đĩnh Chi, Sài Gòn.
Ngay sau đó, Trung đoàn phó là Trung tá Trương Văn Bưởi được cử thay thế vào chức vụ Trung đoàn trưởng Trung đoàn 10.